# 나지마역
나지마역(일본어: 名島駅)은 일본 후쿠오카현 후쿠오카시 히가시구 나지마 3초메에 소재하는 서일본 철도 가이즈카 선의 역이다.

## 역사
- 1924년 5월 23일: 영업 개시.
- 1959년: 역사 개축.
- 2004년 8월 2일: 현재지로 이전, 신역사 개업.
- 2017년 2월 1일: 역 번호 도입.

## 역 구조
섬식 승강장 1면 2선의 지상역. 과거 존재한 나지마 성에 연관되어, 역사는 일본식 구조이다.

## 역 주변
- 국도 제3호선
- 후쿠오카 나지마 우체국
- 다타라 강 - 나지마 다리
- 후쿠오카 국도 사무소
- 후쿠오카 시립 나지마 초등학교
- 히가시 시민 수영장
- 나지마 운동 공원
- 나지마 공민관
- 오쿠라 가구

## 그 외
기념 스탬프 설치.

## 사진

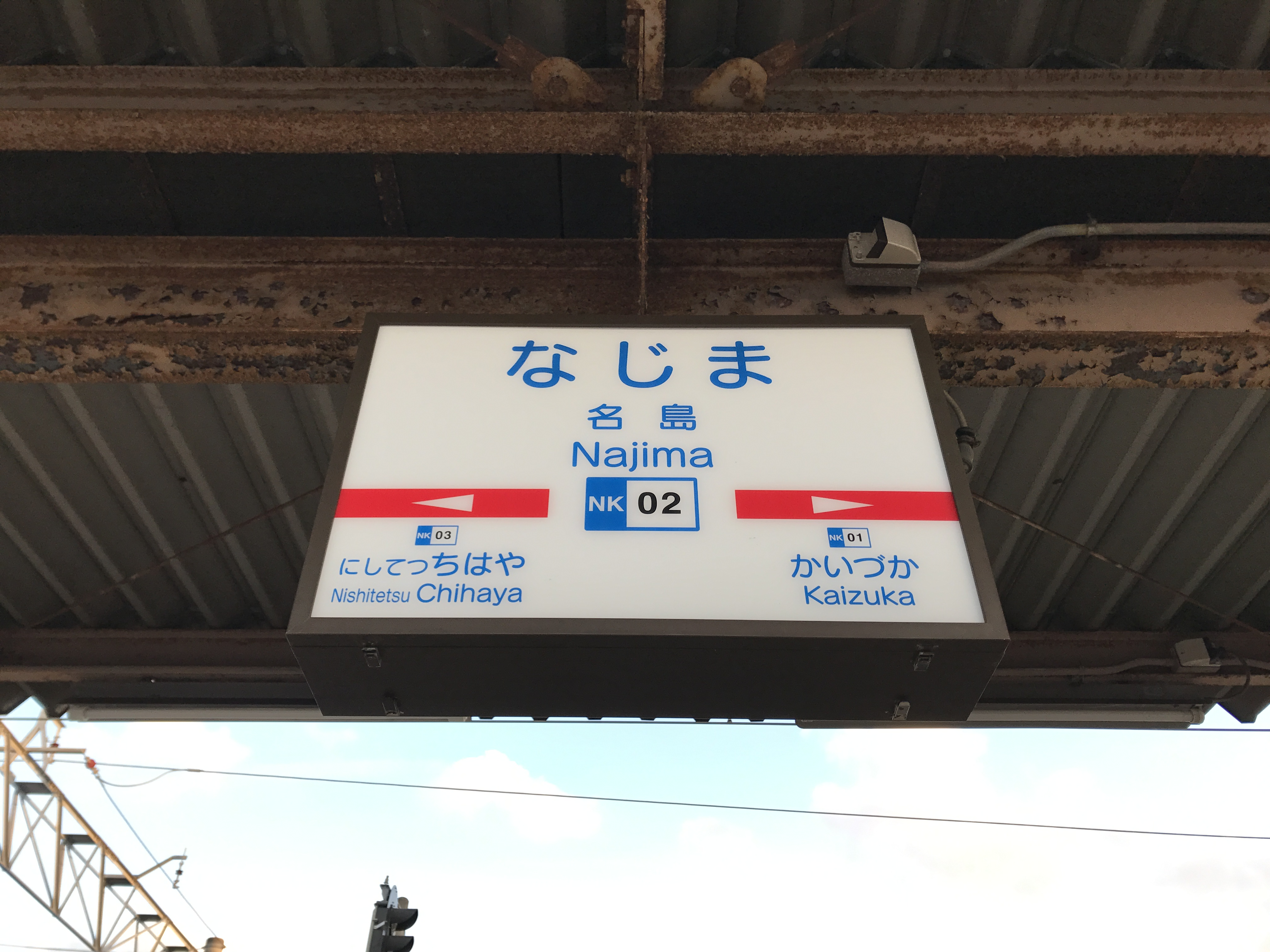
역명판

## 인접역
| 서일본 철도 ■ 가이즈카 선   | 서일본 철도 ■ 가이즈카 선 | 서일본 철도 ■ 가이즈카 선             |
| --------------------------- | ------------------------- | ------------------------------------- |
| NK01 가이즈카 가이즈카 방면 |                           | 니시테쓰치하야 NK03 니시테쓰신구 방면 |